# Emanuel Schiffers
Emanuel (Emmanuel) Stepánovich Schiffers (en ruso: Эммануил Степанович Шифферс), fue un jugador y escritor de ajedrez judío de Rusia, hijo de padres emigrados de Alemania. Durante muchos años fue considerado el segundo mejor jugador ruso, sólo tras Mijaíl Chigorin.

## Biografía como ajedrecista
El 1874 Emmanuel Schiffers derrotó a Andréi Jardín en un encuentro en San Petersburgo, (5 victorias y 4 derrotas), lo que le valió la consideración de mejor jugador ruso. Schiffers mantuvo la condición de Campeón de Rusia durante casi diez años, hasta que fue batido por su alumno, Mikhail Chigorin, en 1880. En su primer encuentro, en 1873, Schiffers fue capaz de ofrecer a Chigorin (que también era de St. Petersburgo) caballo de ventaja. En 1878, jugando ya en igualdad de condiciones, Schiffers perdió 7-3 el primero de dos encuentros, pero ganó el segundo por 7.5-6.5, unos resultados que sirvieron para pasar a considerarlo el segundo mejor jugador de Rusia tras Chigorin. Jugaron dos encuentros posteriormente, en 1895 y en 1897, ambos ganados por Chigorin.
En Rostov del Don, en 1896, jugó un encuentro contra el que fue Campeón del Mundo de Ajedrez Wilhelm Steinitz, perdiendo por 6.5-4.5.
Schiffers jugó ocho grandes torneos en el extranjero entre Frankfurt 1887 y Colonia 1898, incluido el Torneo de Viena 1898 ( Kaiser-Jubiläumsturnier ). Su mejor resultado fue en Hastings 1895 donde acabó sexto, con 12/21 ( campeón: Harry Nelson Pillsbury ). El 1899 y 1900 / 01, fue segundo, tras Chigorin, y 3º y 4º en los Campeonatos rusos (Torneo de Maestros de Todas las Rusias).

## Escritor y pedagogo del ajedrez
Schiffers era conocido como el "Profesor de ajedrez de Rusia". En 1889, impartió las primeras lecturas públicas de teoría ajedrecísticas en Rusia, a la Asociación de Ajedrez de San Petersburgo, y posteriormente también en otras ciudades. Escribió el libro de teoría de ajedrez Samouchitel shájmatnoi igrý (Pensamiento propio en ajedrez, publicado en 1906).